# Callista
Callista é um gênero de angiospermas pertencente à família Orchidaceae.

## Espécies
- Callista amabilis Lour. (1790)
- Callista densiflora (Lindl.) Kuntze (1891)
- Callista farmeri (Paxt.) Kuntze (1891)
- Callista griffithiana (Lindl.) Kuntze (1891)
- Callista guibertii (Carriere) M.A.Clem. (2003)
- Callista palpebrae (Lindl.) Kuntze (1891)
- Callista thyrsiflora (Rchb.f.) M.A.Clem. (2003)

## Galeria

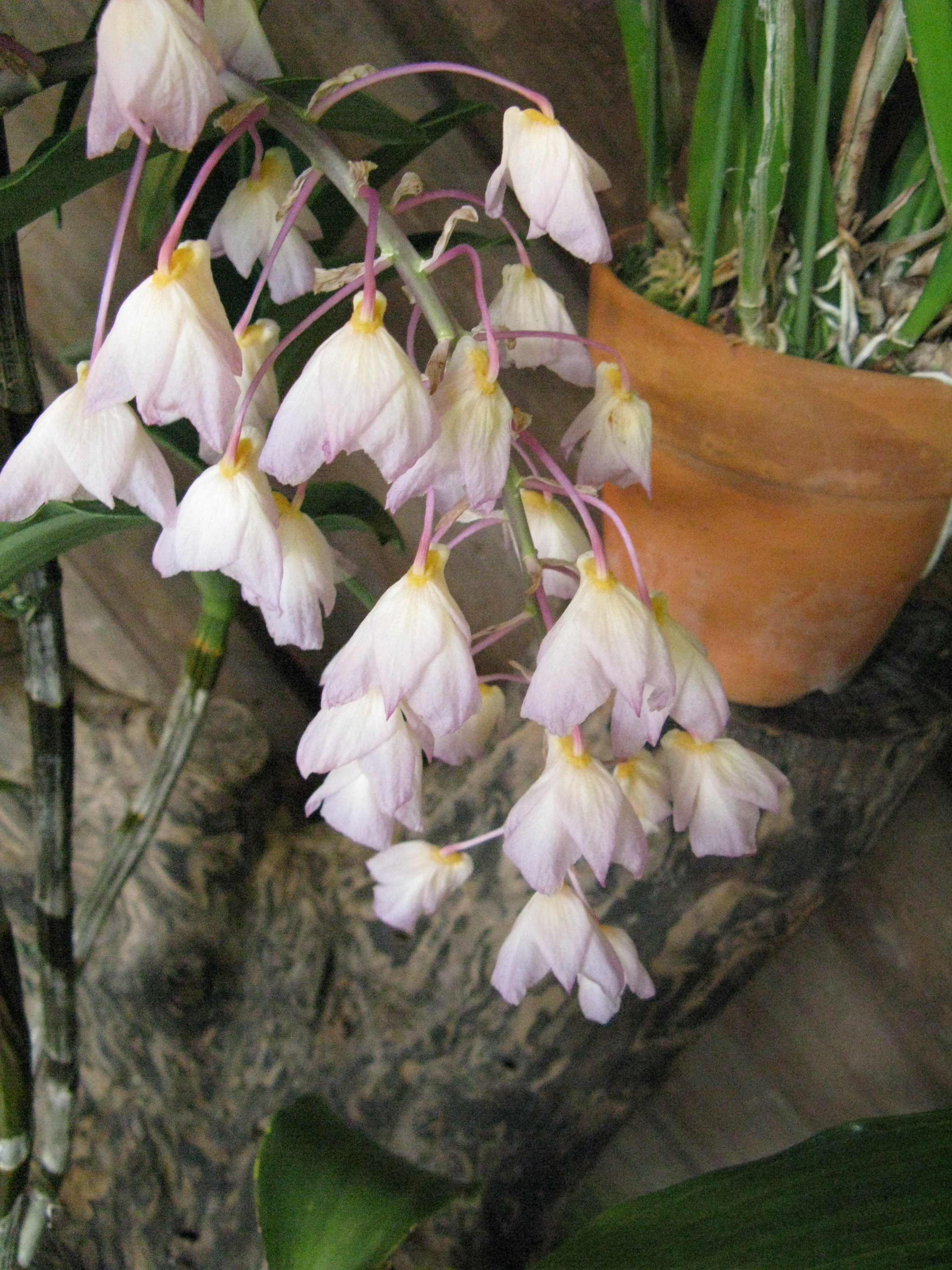
Callista amabilis
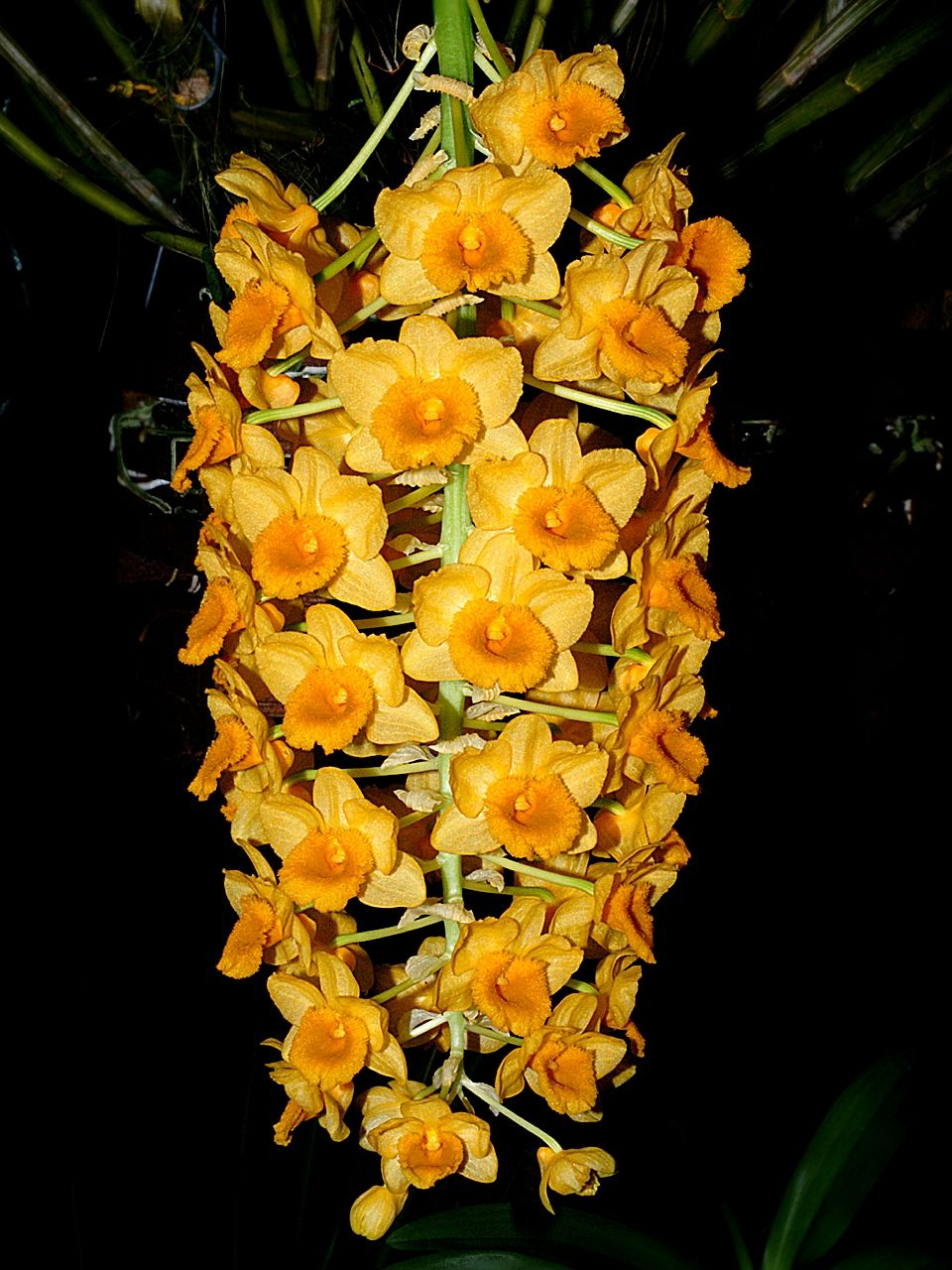
Callista densiflora
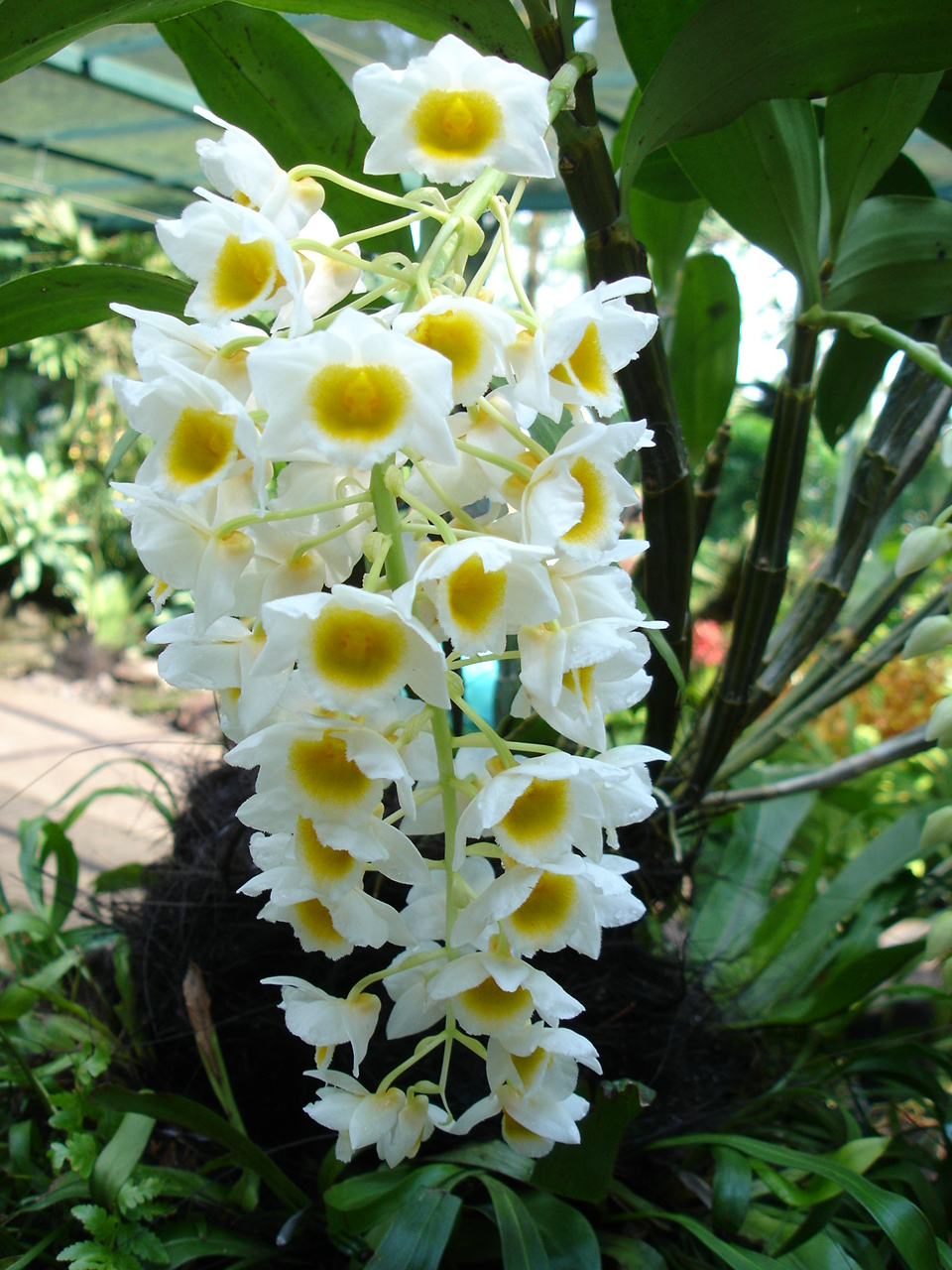
Callista farmeri
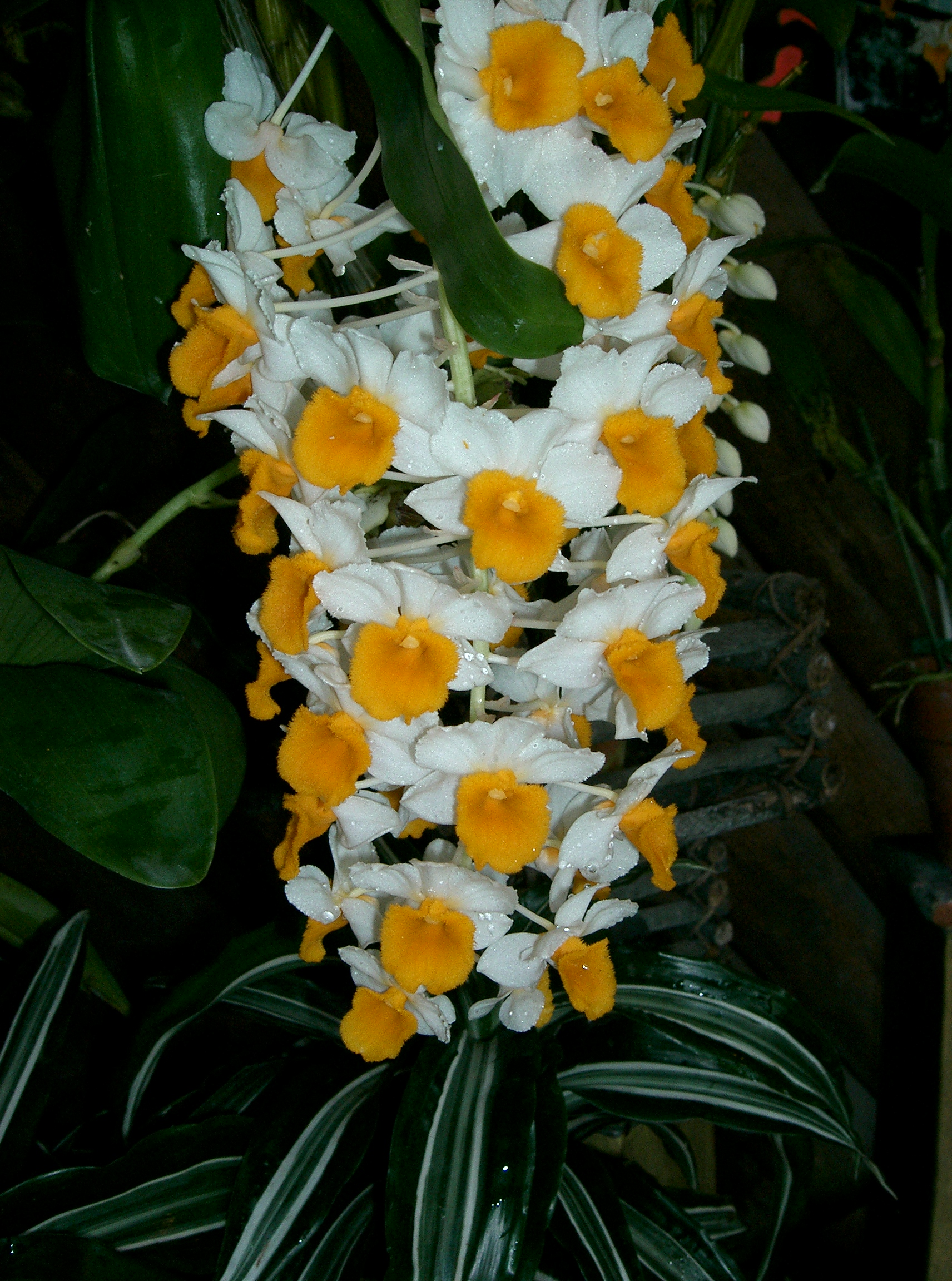
Callista thyrsiflora